# Head over Heels (ABBA-dal)
A Head over Heels című dal a svéd ABBA együttes kislemeze, melyet 1981-ben rögzítettek, azonban csak 1982-ben jelent meg. A dal megtalálható a csapat utolsó The Visitors című stúdióalbumán. A dalt dupla A. oldalas kislemezen is megjelentették, valamint japánban promóciós 12" inches vinyl lemezen.

## Története
A dal eredetileg a "Tango" címet kapta, melyet Benny Andersson és Björn Ulvaeus írtak. A dalt Agnetha Fältskog énekli. A dalhoz tartozó klipben Lyngstad látható, aki egy túlzottan aktív, gazdag nőt alakít, aki üzletekről üzletekre jár kimerült férjével, akit Ulvaeus játszik. A videóklip egyike a csapat utolsó klipjeinek, melyet Lasse Hallström rendezett.
Az One of Us című kislemezhez hasonlóan az Egyesült Királyságban egy másik borítóképet használtak a kiadáshoz, nem azt, melyet a legtöbb országban. A dalt az Egyesült Államokban nem jelentették meg kislemezen.

## Fogadtatás
A dal nem volt túl sikeres, így a csapat népszerűségének csökkenésével járt. Egy korábbi daluk, az I Do, I Do, I Do, I Do, I Do hét évvel korábban ugyanerre a sorsra jutott. Csak az Egyesült Királyságban sikerült slágerlistás helyezést elérnie, ahol a 25. helyig jutott, mely korábbi Top 10-es slágerlistás helyezéseket tört meg. (1987 októberében az SOS, majd 1981 októberében az One of Us című dalnak nem sikerült betörnie a legjobb 10 közé). Bár a dal Belgiumban, Hollandiában, Ausztriában, és Franciaországban Top 10-es siker volt, a csapat egy évvel később mégis feloszlott. Az 1982-es The Singles: The First Ten Years című válogatáslemezre a dal nem került fel.

## Megjelenések
7"  Carnaby – MO 2120
- A	Head Over Heels	3:45
- B	The Visitors	5:49

## Slágerlista
| Slágerlista (1982)                    | Legjobb helyezés |
| ------------------------------------- | ---------------- |
| Ausztria Austrian Singles Chart       | 8                |
| Belgium Belgian Singles Chart         | 3                |
| Egyesült Királyság Brit kislemezlista | 25               |
| Hollandia Dutch Singles Chart         | 4                |
| Franciaország French Singles Chart    | 10               |
| Németország German Singles Chart      | 19               |
| Írország Ír slágerlista               | 14               |
| Lengyelország Polish Singles Chart    | 6                |
| Svájc Swiss Singles Chart             | 18               |

## Feldolgozások
- A finn Rajaton nevű kórus dolgozta fel a dalt a 2006-os Rajaton Sings ABBA With Lahti Symphony Orchestra című albumára.
- A dal feldolgozását a San Juan Music Group is feldolgozta az ABBA emlékalbumára.
- A K&K Studio Singers lengyel nyelven dolgozta fel a dalt, mely a "Dumna Jak Paw" címet kapta.
- A német dance csapat ZokZok 2002-en a dal intróját használta fel egyik dalában.